# قسم حشمت آباد الريفي (مقاطعة دورود)
قسم حشمت‌آباد الريفي (بالفارسية: دهستان حشمت‌آباد) هي منطقة ريفية تقع في القسم المركزي في إيران. يقدر عدد سكانها بـ 9,738 نسمة .